# Moritz Straus
Moritz Straus (* 18. März 1882 in Bruchsal; † 19. Januar 1959 in Zürich) war ein deutscher Ingenieur und Geschäftsmann.

## Leben

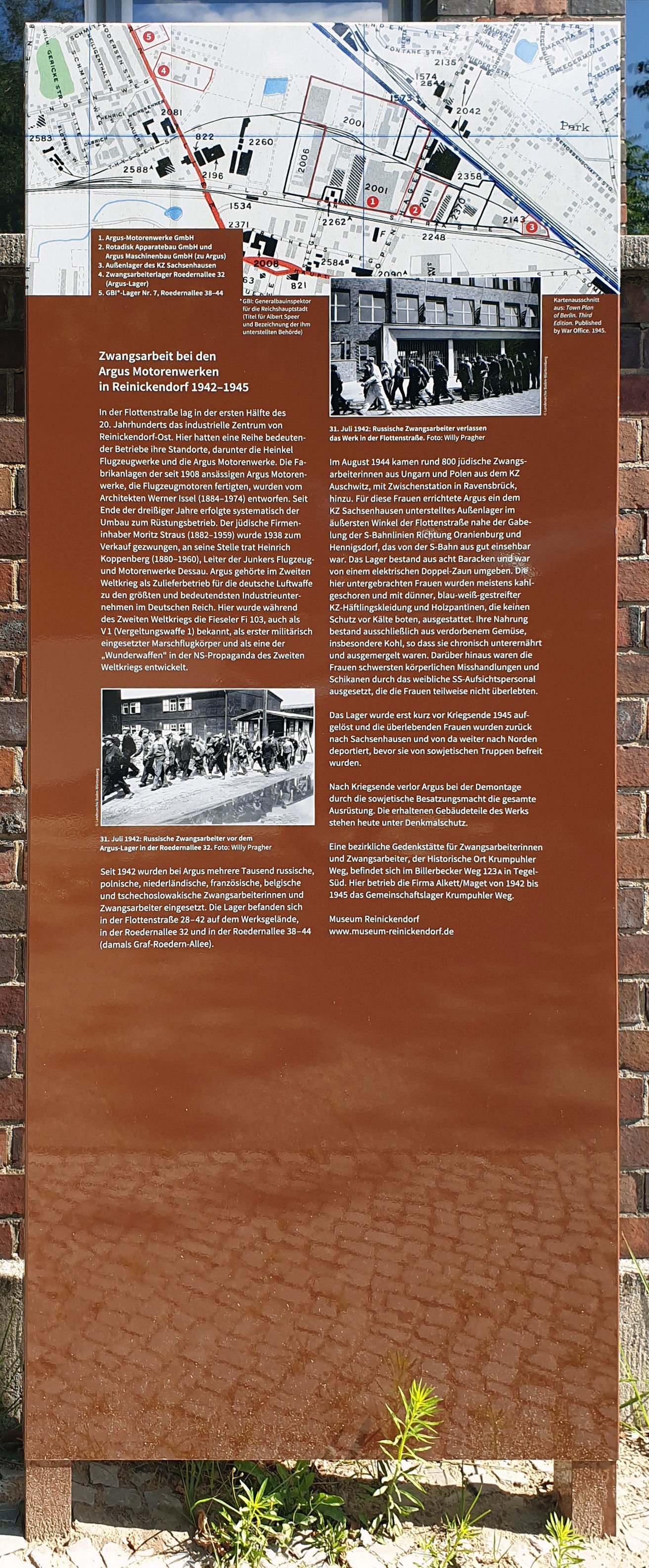
Gedenktafel, Flottenstraße 28, in Berlin-Reinickendorf

Straus wurde bekannt, als er während des Ersten Weltkrieges am 15. Juli 1916 in der Argus Motoren Gesellschaft die Geschäftsleitung übernahm. Er steigerte die Bedeutung des Unternehmens als Motorenlieferant sowohl für das Heer als auch für die Fliegertruppen und erreichte, dass auch MAN, Opel, Stoewer und andere Fabriken mit dem Lizenzbau von Argusmotoren beauftragt wurden. Daneben beschäftigte er sich mit der Konstruktion und Weiterentwicklung von Automobil- und Flugmotoren. Ende 1918 übernahm Straus bei Argus auch die Anteile von Henri Jeannin und John Frank Rahtjen. 1920 erwarb er die Aktienmehrheit der Horchwerke AG in Zwickau und stellte bei Argus in Berlin Mitte 1923 Paul Daimler als Chefkonstrukteur (Technischer Leiter) ein. Unter der Leitung von Straus und Daimler entwickelte sich Horch zu einem hochangesehenen Fahrzeughersteller. Während der angespannten Finanzlage durch die Weltwirtschaftskrise übersiedelte das Konstruktionsbüro der Automobilabteilung Anfang 1930 nach Zwickau und Straus stieß sämtliche Horch-Anteile ab.
Im Rahmen der nationalsozialistischen Arisierung wurde Moritz Straus 1938 gezwungen, die Argus Motoren Gesellschaft zu verkaufen. Es gab zwei Kaufinteressenten, Heinrich Koppenberg und die Bayerischen Motorenwerke. Argus, das einen Buchwert von 11 Millionen Reichsmark hatte, wurde von Koppenberg zusammen mit seinem Schwager Dr. Viktor Polak für 5,2 Millionen Reichsmark erworben. Daraufhin emigrierte Straus 1938 in die Schweiz, später in die USA und leitete die Exportabteilung von Daimler-Benz für die USA. Nach 1945 demontierten die sowjetischen und französischen Besatzungsmächte große Teile der Produktionsanlagen von Argus. Straus gründete am 11. November 1948 in Ettlingen nahe Karlsruhe (Baden-Württemberg) die Neue ARGUS GmbH und beschäftigte sich mit der Herstellung von Armaturen.

## Stiftung
Am 14. Juni 1999 wurde von seiner Tochter die nach ihm benannte Moritz Straus-Stiftung in Basel ins Leben gerufen.